# Archetype
Pour les articles homonymes, voir Archétype.
Albums de Fear Factory
Digimortal
(2001) Transgression
(2005)
Archetype est le cinquième album studio du groupe de métal industriel américain Fear Factory. Il est publié le 20 avril 2004 sur le label Liquid8, et atteint cette même année la 30ème place du Billboard 200. Il s'agit du premier album du groupe auquel Dino Cazares ne participe pas, remplacé par Christian Olde Wolbers à la guitare. Cet album était très attendu par les fans, car un certain nombre d'entre eux n'avait pas apprécié le précédent album du groupe, Digimortal. 

## Liste des pistes
1. Slave Labor - 3:53
2. Cyberwaste - 3:18
3. Act of God - 5:08
4. Drones - 5:02
5. Archetype - 4:36
6. Corporate Cloning - 4:24
7. Bite The Hand That Bleeds (Utilisé dans Saw 3) - 4:09
8. Undercurrent - 4:05
9. Default Judgement - 5:24
10. Bonescraper - 4:11
11. Human Shields - 5:16
12. Ascension - 7:05
13. School (Nirvana Cover) - 2:39

## Crédits
- Burton C. Bell : Chant
- Christian Olde Wolbers : Guitare et basse
- Raymond Herrera : Batterie